# Dalimierz Przewłocki
Dalimierz Przewłocki est une localité polonaise de la gmina rurale d'Ustka située dans le powiat de Słupsk en voïvodie de Poméranie. Elle se trouve à environ 18 kilomètres au nord de Słupsk et 150 km à l'ouest de la capitale régionale Gdańsk.

## Géographie

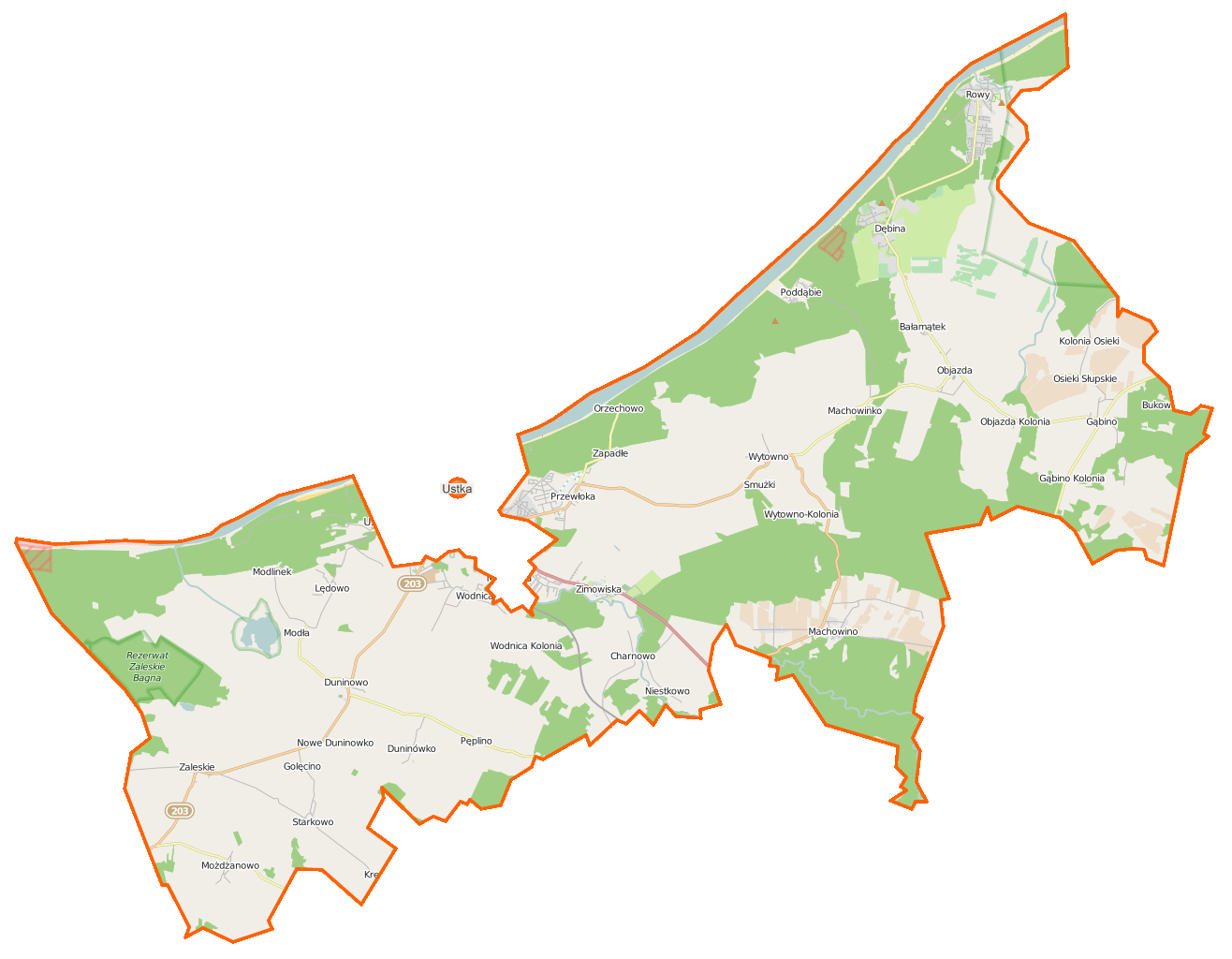
Carte de la gmina d'Ustka.